# تپه چهل بتان ۱
تپه چهل بتان ۱ در شهرستان الیگودرز، بخش بشارت، دهستان پیشکوه ذلقی، ۲۵۰ متری جنوب غربی روستای قلیان، ۱۵۰ متری جنوب غربی پاسگاه قلیان واقع شده و این اثر در تاریخ ۱۸ اسفند ۱۳۸۷ با شمارهٔ ثبت ۲۵۲۴۹ به‌عنوان یکی از آثار ملی ایران به ثبت رسیده است.